# Neomaniola salomonis
Neomaniola salomonis är en fjärilsart som beskrevs av Köhler 1939. Neomaniola salomonis ingår i släktet Neomaniola och familjen praktfjärilar. Inga underarter finns listade i Catalogue of Life.